# Antoninusmuren
Antoninusmuren eller den antoninske mur (romernes Vallum Antonini) var et forsvarsværk, der markerede Romerrigets nordligste grænse på den ø, der i dag er kendt som Storbritannien. Muren var en jordvold på stenfundament bygget af romerne tværs over det, som i dag er Central Belt i Skotland mellem Firth of Forth og Firth of Clyde. Den markerede nordgrænsen, limes, i Romerriget og var omkring 63 km lang, ca. 3 m høj og 5 m dyb. Lidar-scanninger er brugt til at fastslå længden af muren. Den var befæstet med en dyb voldgrav på nordsiden. Det antages, at der har været træpalisader på toppen af volden. Barrieren var den anden af to "store mure", som romerne etablerede i det nordlige Britannien. Ruinerne er langt dårlige bevaret end den mere kendte Hadrians mur, hovedsagelig fordi jordvolden og eventuelle træpalisader er gået til, i modsætning til Hadrians mur, der var opført i sten.

## Historie
Byggeriet blev påbegyndt i 142 e.Kr. på ordre fra den romerske kejser Antoninus Pius, og det tog omkring 12 år at færdiggøre den. Antoninus Pius besøgte modsat sin forgænger Hadrian aldrig Britanien. Presset fra kaledonierne kan have fået Antoninus til at sende imperiets tropper længere mod nord. Antoninusmuren blev beskyttet af 16 romerske forter, de såkaldte castra, med mindre forter imellem. Troppebevægelser blev lettet af en romersk stenvej, hærvejen eller militærvejen, der forbandt alle stederne. Soldaterne, som opførte muren, mindedes deres byggeri og deres kamp med kaledonierne med mindeplader, hvoraf der stadig er bevaret 20. Muren blev forladt blot otte år efter færdiggørelsen, og garnisonerne langs den blev flyttet til den sydligere liggende Hadrians mur. I år 208 genetablerede kejser Septimius Severus legionerne ved muren og beordrede, at den skulle repareres. Det har ført til, at muren også blev kendt som Severus' mur. Romernes tilstedeværelse ved muren sammenlagt under 100 år, og muren blev aldrig siden forskanset og bemandet.
Det meste af muren og de tilhørende forter er gået til, men visse steder er rudimenter stadig synlige. Mange af dem er kommet under Historic Scotlands varetægt. Som en del af romerrigets ydre grænser, limes, er muren også kommet på UNESCOs verdensarvsliste.